# Autostrada A14 (Italia)
L'autostrada A14, detta anche Bologna-Taranto o Autostrada Adriatica, collega Bologna a Taranto attraversando la penisola italiana costeggiando per lunghi tratti il mar Adriatico e passando per Ancona, Pescara e Bari. Lunga 743,4 km, è interamente gestita da Autostrade per l'Italia.
È la seconda autostrada italiana per lunghezza e anche secondo asse meridiano principale della rete autostradale italiana dopo la A1.

## Storia

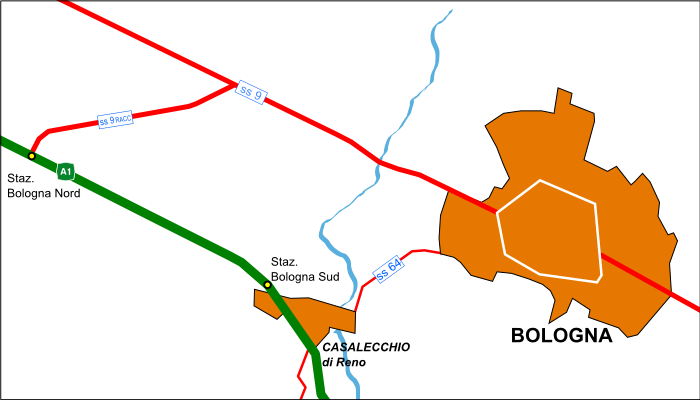
Tracciato della SS 9 racc nel 1960

L'attuale autostrada A14 Bologna-Taranto ha origine da tre tratte autostradali concepite separatamente: l'autostrada Adriatica Bologna-Canosa, la tratta Canosa-Bari dell'autostrada Napoli-Bari e la tratta Bari-Taranto dell'incompiuta autostrada jonica Bari-Taranto-Sibari.

### La tratta Bologna-Canosa
In seguito alla legge 729 del 1961 sul Piano di nuove costruzioni stradali e autostradali, il primo tratto di A14 a essere costruito fu quello da Bologna alla provincia di Forlì (il 7 luglio 1966, l'allora ministro dei lavori pubblici Giacomo Mancini tagliò il nastro tricolore a San Lazzaro di Savena), mentre nel 1967 fu inaugurato il tratto della Tangenziale di Bologna; questo tratto ha assorbito una vecchia strada di raccordo tra l'A1 e la SS 9, denominata SS 9 racc, aperta a fine 1959 insieme al tratto bolognese dell'autostrada del Sole.
Il 7 luglio 1966 venne aperto il tratto da Bologna via Massarenti (oggi: Castenaso) a Cesena, seguito il 13 agosto successivo dal tratto seguente da Cesena a Rimini sud.
Il 15 maggio 1968 venne aperto al traffico il breve tratto da Rimini sud a Riccione, seguito il 22 luglio dal tratto da Riccione a Cattolica e il 16 novembre dal tratto da Cattolica a Pesaro.
Il tronco da Pesaro a Fano venne inaugurato il 19 aprile 1969 alla presenza del ministro delle partecipazioni statali Forlani.
Il 31 maggio 1969 venne aperto il tronco da Fano ad Ancona sud, mentre il successivo 4 novembre venne inaugurato anche il tratto da Pescara nord-Città Sant'Angelo a Vasto (uscita provvisoria all'altezza dell'attuale km 444+700) alla presenza dei ministri Natali e Gaspari.
Il 2 maggio 1972 venne aperta la tratta da Foggia a Canosa, dove l'autostrada confluiva nella già esistente autostrada Napoli-Bari.
I due tratti mancanti, da Ancona sud a Pescara nord-Città Sant'Angelo e da Vasto a Foggia, vennero inaugurati il 14 marzo 1973 alla presenza del Presidente della Repubblica Giovanni Leone.

### La tratta Canosa-Bari (ex A17)
Il 4 aprile 1966 venne aperto al traffico il tratto da Canosa e l'innesto sulla SS 96 presso Bari (oggi: Bari Zona Industriale), per una lunghezza di 62,7 km.
Il successivo 24 dicembre venne attivato un breve tratto da Canosa a un innesto provvisorio sulla strada provinciale per San Ferdinando, che consentiva di evitare lʾattraversamento della città pugliese.
Il 25 novembre 1968 venne aperto il tronco da Bari zona industriale alla circonvallazione del capoluogo pugliese.

### La tratta Bari-Taranto
La tratta da Bari a Taranto avrebbe dovuto essere parte di un più esteso progetto di un'autostrada lungo la costa ionica, da Bari a Sibari, che però non venne mai definito. I lavori ebbero inizio il 30 novembre 1971.
La tratta venne aperta interamente nel 1975, in tre fasi: il 1º luglio si aprirono i primi 5,5 km da Bari nord a Bari sud, in parte affiancati da carreggiate complanari; il 12 settembre seguì il tratto da Bari sud a Gioia del Colle; e infine il 6 dicembre fu aperta l'ultima tratta da Gioia a Taranto.
Per ridurre l'impatto sull'ambiente e consolidare i terreni durante i lavori vennero impiantate 8 milioni di piante, sia nello spartitraffico sia nelle scarpate. Nel tratto tra Bari e Taranto, in particolare, si utilizzarono 75.000 cespugli di oleandri per le barriere che separano le carreggiate, 5 milioni di piante e 12.000 alberi di alto fusto.

## Incidenti

### Incidente del 6 agosto 2018
Il 6 agosto 2018, sul tratto di autostrada ricadente nel Comune di Bologna (al km 4 del Ramo Casalecchio), un autoarticolato carico di 30 tonnellate di GPL tampona un altro mezzo incolonnato per un rallentamento, carico di solventi diluiti. La cisterna prende immediatamente fuoco. Qualche minuto dopo il carico esplode spaventando la cittadinanza e rompendo vetrate degli edifici in prossimità. L'incendio sprigionatosi raggiunge anche una concessionaria adiacente all'autostrada, distruggendo diversi veicoli. Il fuoco causa il crollo di una parte del cavalcavia su via Lepido, provocando la chiusura di una carreggiata e della strada sottostante.
Il bilancio complessivo è di 145 feriti, di cui 4 gravi, e 2 morti, l'autista del TIR e un anziano di 81 anni, rimasto ferito a causa dell'onda d'urto, dopo 8 giorni di agonia.

## L'autostrada oggi
Il tracciato dell'autostrada è costituito prevalentemente da un tracciato avente due corsie per senso di marcia, mentre in questi tratti vi è la presenza della terza corsia:
- Allacciamento A1 - Porto Sant'Elpidio, per 271 km, il tratto è comprensivo anche della terza corsia dinamica nel tratto urbano di Bologna per circa 14 km da Bologna Borgo Panigale a Bologna S. Lazzaro;
- Barriera di Taranto nord - km 729, per circa 6 km.

Il nodo di Bologna

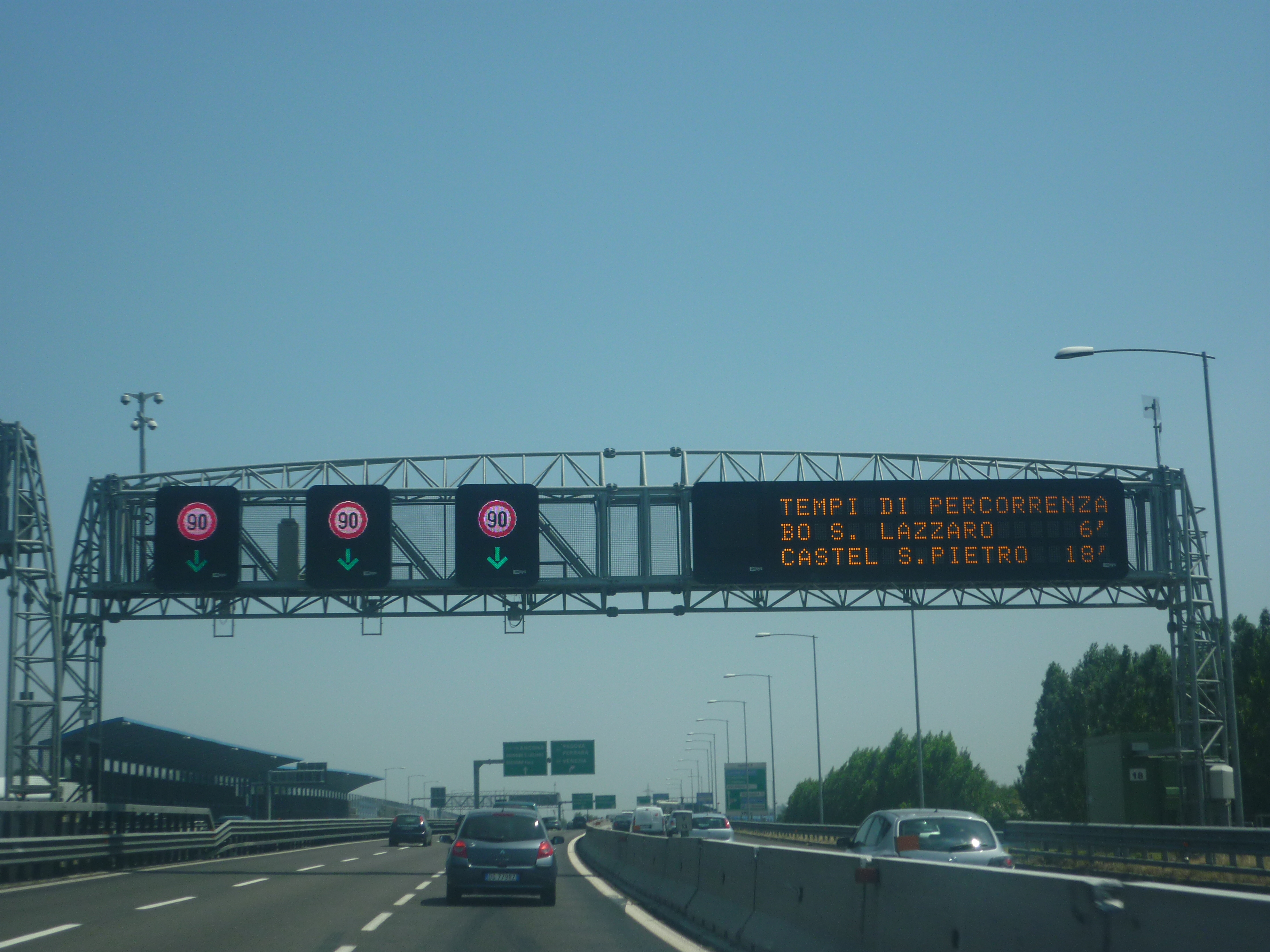
Il tratto urbano di Bologna, dove è attiva la terza corsia dinamica, nei pressi dell'innesto con la A13 Bologna-Padova e dello svincolo n.6 della tangenziale di Bologna-RA1, che scorre qui complanare all'autostrada

Il suo percorso è prettamente rettilineo, senza presenza di gallerie e pochi viadotti, con curve ad ampio raggio nel tratto pugliese, molisano e emiliano, mentre, nel tratto marchigiano ed abruzzese è caratterizzato da continui saliscendi e curve, generalmente ad ampio raggio, con presenza di sporadiche gallerie stradali e numerosi viadotti.
Sono in corso i lavori di costruzione della quarta corsia tra Bologna S. Lazzaro e l'allacciamento con la A14dir.
Ha origine a Bologna, intersecandosi con l'Autostrada A1 e termina il suo percorso circa 20 km prima di Taranto, allacciandosi alla Strada statale 7 Via Appia presso Massafra. Nel comune di Palagianello è presente la barriera autostradale finale denominata Taranto Nord.
Nel primo tratto, Ramo Casalecchio-Bologna S. Lazzaro (stretta ai lati dalla tangenziale complanare di Bologna) è stata aperta al traffico la terza corsia dinamica. Risulta tra i nodi stradali più trafficati d'Italia e per questo motivo, dal km 8 al km 22, è stato ampliato a tre corsie dinamiche, che consente in caso di traffico intenso di usare la corsia di emergenza come una corsia di marcia vera e propria. L'apertura della terza corsia dinamica è avvenuta il 16 gennaio 2008.
Dopo aver ricevuto il traffico automobilistico proveniente dall'autostrada A13, attraversa la Romagna da nord-ovest a sud-est sino a Rimini, Riccione e Cattolica, per poi costeggiare interamente la costa marchigiana del Mare Adriatico toccando le città di Pesaro, Fano, Mondolfo, Senigallia, Ancona, Osimo, Loreto, Civitanova Marche, Porto Sant'Elpidio, Porto San Giorgio, Pedaso, Grottammare e San Benedetto del Tronto (km 311) con la Riviera delle Palme; al km 312 varca il fiume Tronto (antico confine tra lo Stato della Chiesa e il Regno delle due Sicilie) ed entra in Abruzzo attraversando il fiume Salinello con un imponente e lungo viadotto (alto 130m), il 35º più alto d'Italia, attraversa Giulianova (km 334), Roseto degli Abruzzi, Montesilvano, Chieti, Pescara (ove collega l'autostrada A25 in direzione Roma), Ortona (km 404), Lanciano (km 411) e Vasto (km 437). Il tratto abruzzese ha la caratteristica dei guard-rail laterali in alcune tratte non a viadotto realizzati in legno e in alcuni tratti realizzati in Acciaio Corten. Fino ai primi anni ottanta vi era una barriera allo svincolo di Lanciano. 
Lo svincolo di Vasto sud ha una particolarità quasi unica: pur trovandosi in Molise, parte delle corsie di accelerazione è in territorio abruzzese, quindi a cavallo tra il confine delle due regioni.
Il tracciato, varcato il fiume Trigno, attraversa quindi la parte costiera del Molise e giunge a Termoli (km 476).

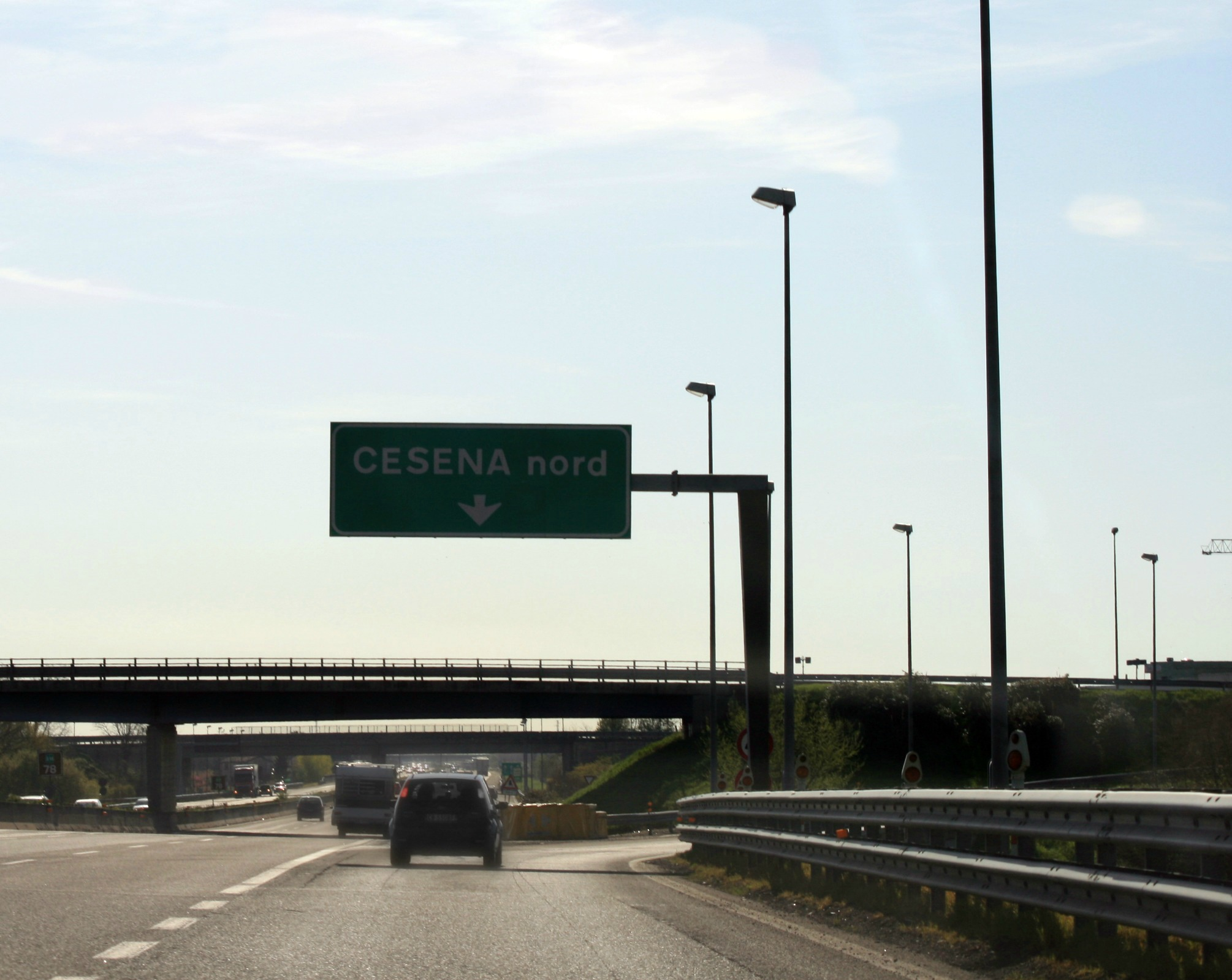
L'Autostrada A14 nei pressi di Cesena nord

Passato il fiume Biferno al km 478, il paesaggio, dapprima collinare con ampi scorci sul mare, diventa gradualmente più pianeggiante. Varcato il torrente Saccione presso il km 490 entra in Puglia, tocca Poggio Imperiale, e passando anche a lato delle cave di Apricena, attraversa la pianura del Tavoliere da nord a sud toccando San Severo, Foggia (km 554) e Cerignola.
Passato il fiume Ofanto e dopo aver ricevuto il traffico automobilistico proveniente dall'Autostrada A16, costeggia nuovamente la costa adriatica fino a Bari (km 672), toccando Canosa di Puglia, Andria - Barletta, Trani, Molfetta e Bitonto. Da qui si dirige verso sud in direzione del Mar Ionio, per terminare a pochi chilometri da Taranto, ricongiungendosi con la SS7, all'altezza di Massafra.
Nel suo primo tratto hanno particolare importanza le uscite di Imola, Faenza, Forlì e Cesena (oltre che la diramazione verso Ravenna) per l'accesso alle zone industrializzate. L'uscita di Imola ha importanza anche per la presenza dell'Autodromo Enzo e Dino Ferrari, vecchia sede del Gran Premio di San Marino (ora rinominato Gran premio dell'Emilia Romagna) di Formula 1 e dei Gran Premi di motociclismo. All'altezza dell'uscita di Cesena Nord l'autostrada si interseca con la SGC Orte-Ravenna/E45 che consente di raggiungere Roma attraverso la Val Tiberina. 

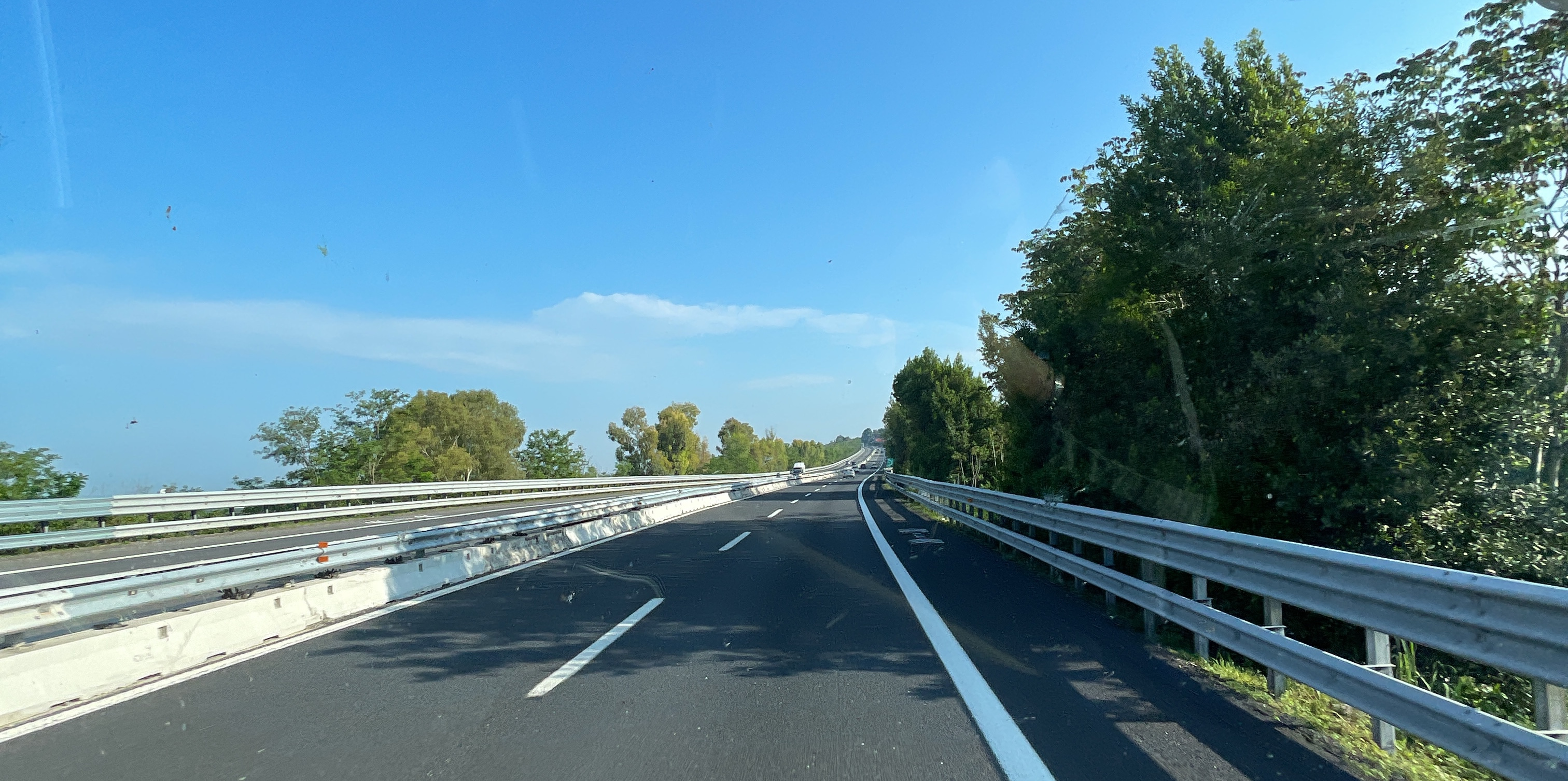
A14 presso Ascoli Piceno in direzione Taranto

L'uscita di Rimini sud permette di raggiungere la Repubblica di San Marino attraverso la Strada statale 72 di San Marino che, superato il confine della piccola repubblica, assume la denominazione di Superstrada di San Marino.
Le uscite di Ancona Nord - Jesi e Ancona Sud - Osimo consentono di raggiungere il porto internazionale del capoluogo marchigiano, con imbarchi per la Croazia, l'Albania, il Montenegro e la Grecia. Sempre con l'omonimo svincolo, attraverso la superstrada SS76 della Val d'Esino, è possibile raggiungere l'entroterra anconetano, quindi il territorio della Vallesina (Jesi), Fabriano e le Grotte di Frasassi.
L'uscita di Loreto-Porto Recanati è a pochi chilometri dal santuario di Loreto, mentre, dallo svincolo di Macerata-Civitanova Marche parte la superstrada SS77 della val di Chienti che collega la costa con l'Umbria (Foligno, Assisi e Perugia) e la Toscana (Arezzo, Siena).
Successivamente, il casello Giulianova-Teramo, appena dopo il viadotto Salinello, permette l'allaccio con la A24 che collega l'Adriatico a L'Aquila e Roma, attraversando il parco nazionale del Gran Sasso. All'uscita di Pescara ovest-Chieti vi è un importante polo industriale e tramite il cosiddetto Asse attrezzato si può raggiungere il porto di Pescara e imbarcarsi per Spalato e la Dalmazia.
Il casello di Casalbordino-Vasto nord è a pochi chilometri dal santuario della Madonna dei Miracoli, mentre, più a sud, tramite il casello di Termoli è possibile raggiungere il capoluogo molisano e il porto e da qui imbarcarsi per le isole Tremiti, e dal casello di Poggio Imperiale-Lesina si può giungere nel versante nord del parco nazionale del Gargano, con Peschici, Vico del Gargano, Ischitella e Rodi Garganico. Dopo lo svincolo di San Severo, utile per i collegamenti con l'area garganica interna (San Giovanni Rotondo con il santuario di San Pio e Monte Sant'Angelo con il santuario di San Michele Arcangelo), notevole rilevanza ha il casello di Foggia, da cui è possibile raggiungere il versante sud dello stesso parco nazionale del Gargano (Manfredonia con il suo porto, Mattinata, Vieste), ma anche le regioni Campania (Ariano Irpino, tramite la strada statale 90 delle Puglie) e Basilicata (Melfi, tramite la strada statale 655 Bradanica).

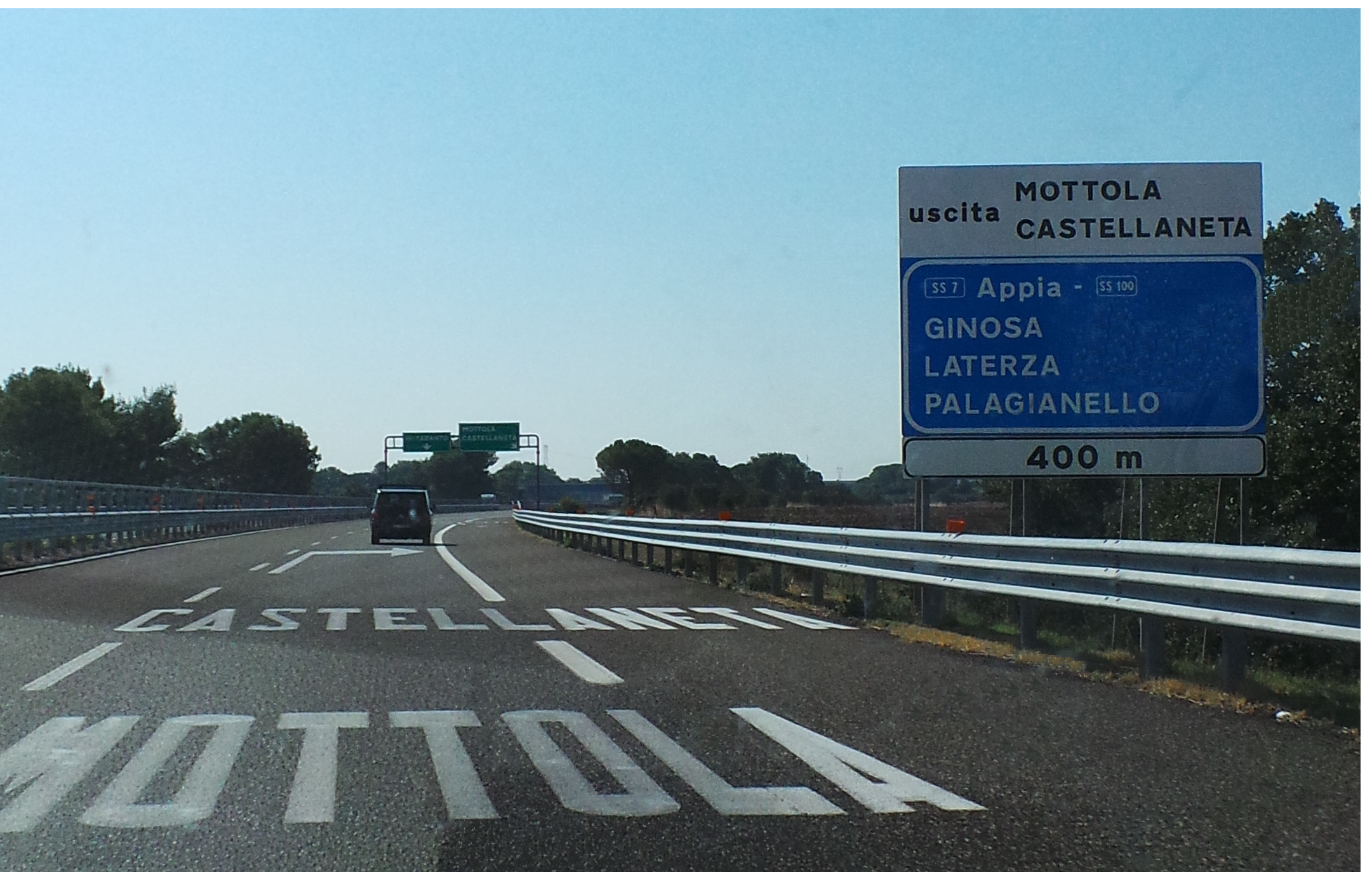
Lo svincolo Mottola-Castellaneta

A sud di Foggia, in direzione Taranto, hanno particolare importanza le uscite di Canosa di Puglia (con la vicina presenza dell'A16 direzione Napoli), Andria-Barletta e Trani (città a elevata densità abitativa), Bari (uscite di Bari Zona Industriale- Modugno e SS 96/SS 99 e Bari Sud per Tangenziale di Bari e Stadio San Nicola) a servizio del capoluogo di regione della Puglia, e uscita ultima per il raggiungimento delle province di Matera (attraverso le SS 96 fino ad Altamura e SS 99 per il capoluogo di provincia lucano), Brindisi e Lecce, nonché del Salento in generale (attraverso le superstrade SS 16, SS 379 e SS 613), e Taranto (Taranto e provincia tramite la SS 7 e la SS 106 dopo il casello di Taranto Nord), punto cruciale per il raggiungimento delle aree ioniche della Basilicata e Calabria mediante la SS 106 che collega alla autostrada A2 del Mediterraneo fino allo svincolo di Sibari, dove originariamente doveva terminare la A14, per completare il corridoio nord-sud e quest'ultima giunge sino a Reggio Calabria, e mediante la SS 7 Via Appia si raggiunge Taranto, Brindisi e la SS 100 di Gioia del Colle, quest'ultima per Bari.

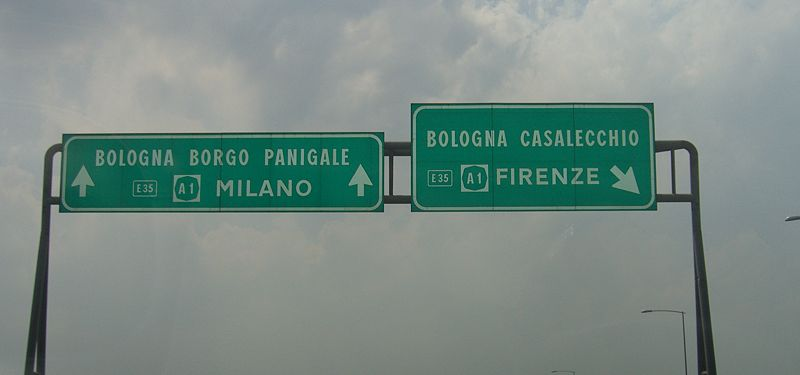
L'innesto sull'autostrada del Sole, mediante il cosiddetto Ramo Casalecchio al km 8

## Percorso

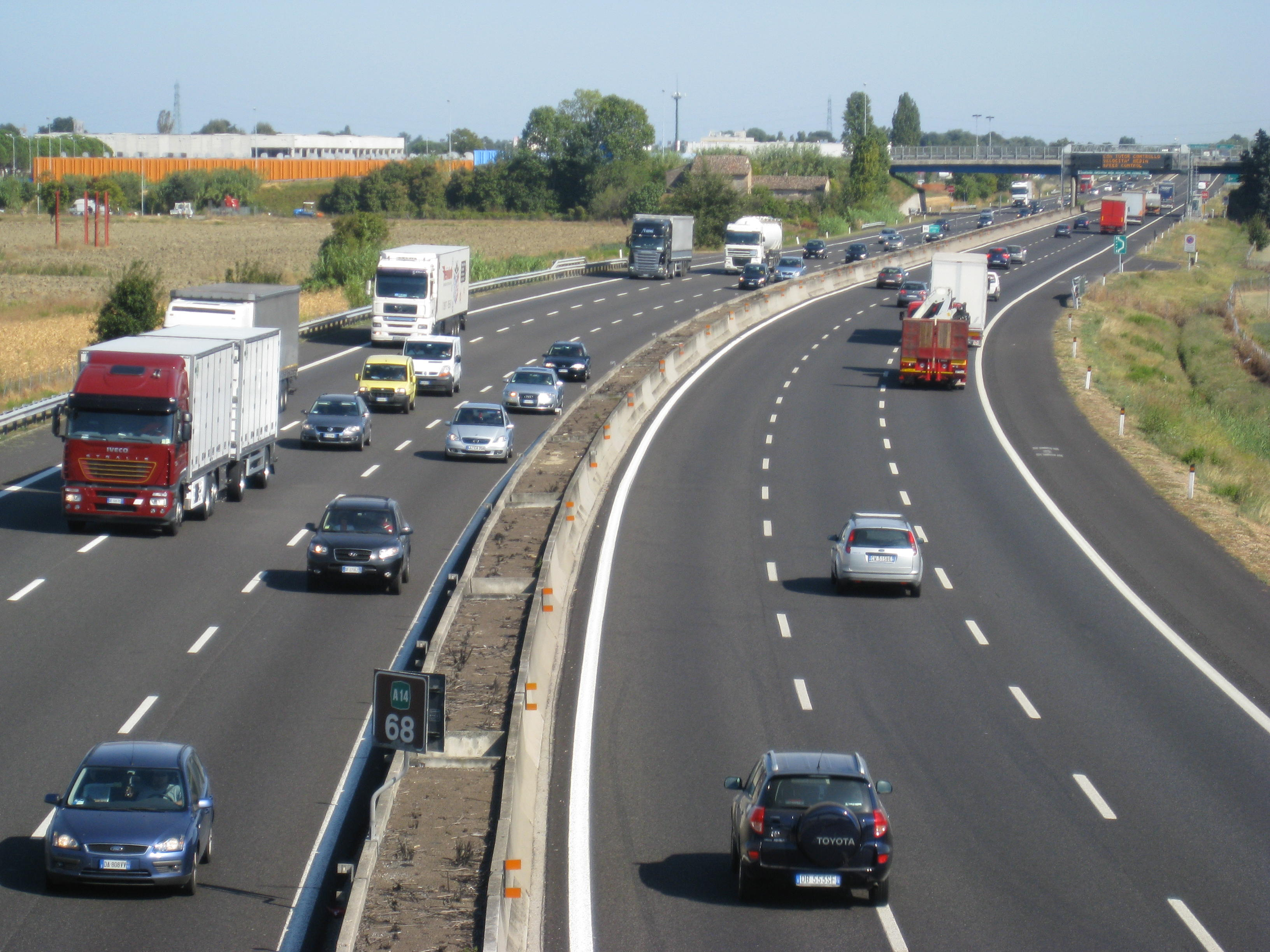
Autostrada A14 nei pressi dello svincolo di Forlì

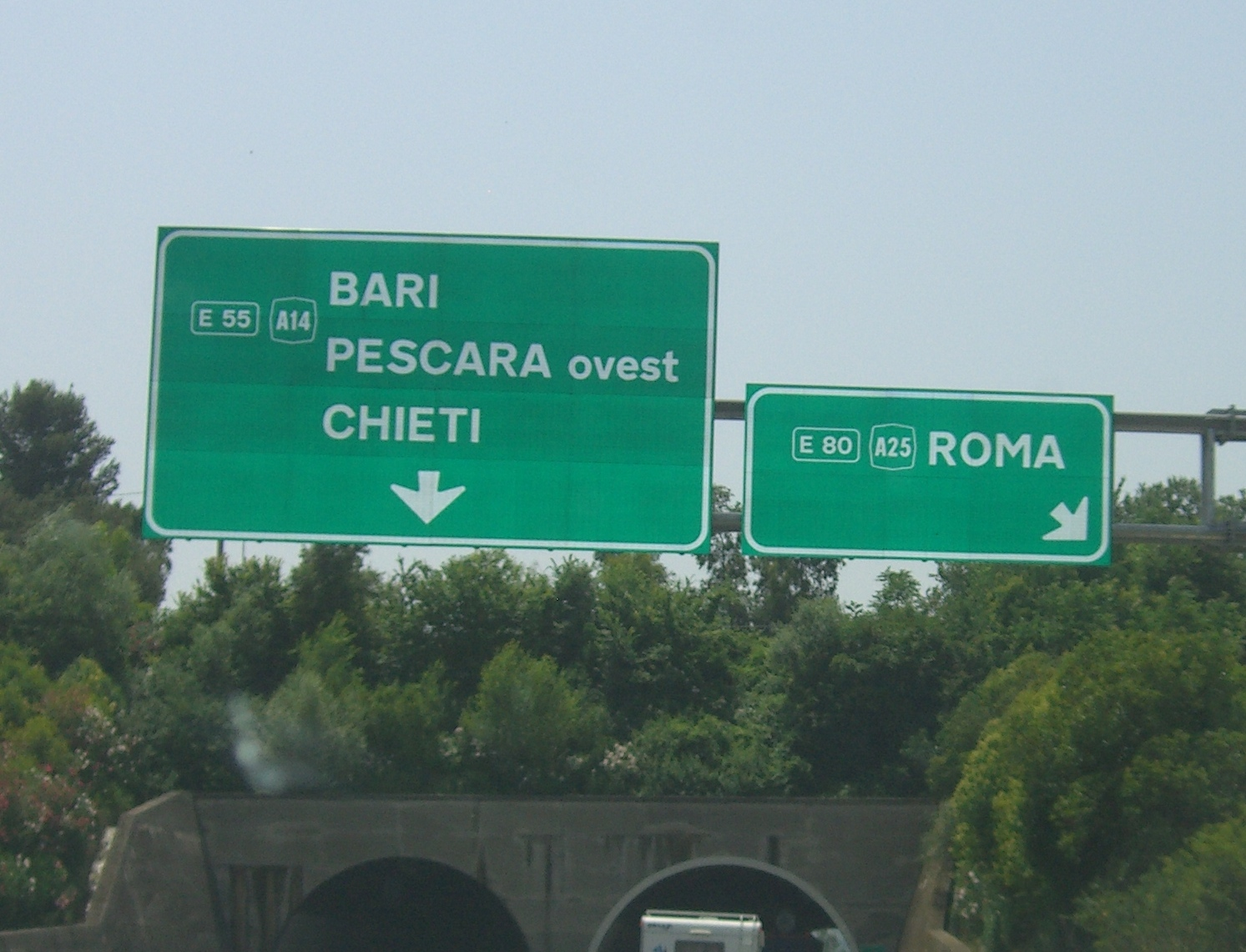
L'innesto con l'A25 nei pressi dello svincolo Pescara ovest

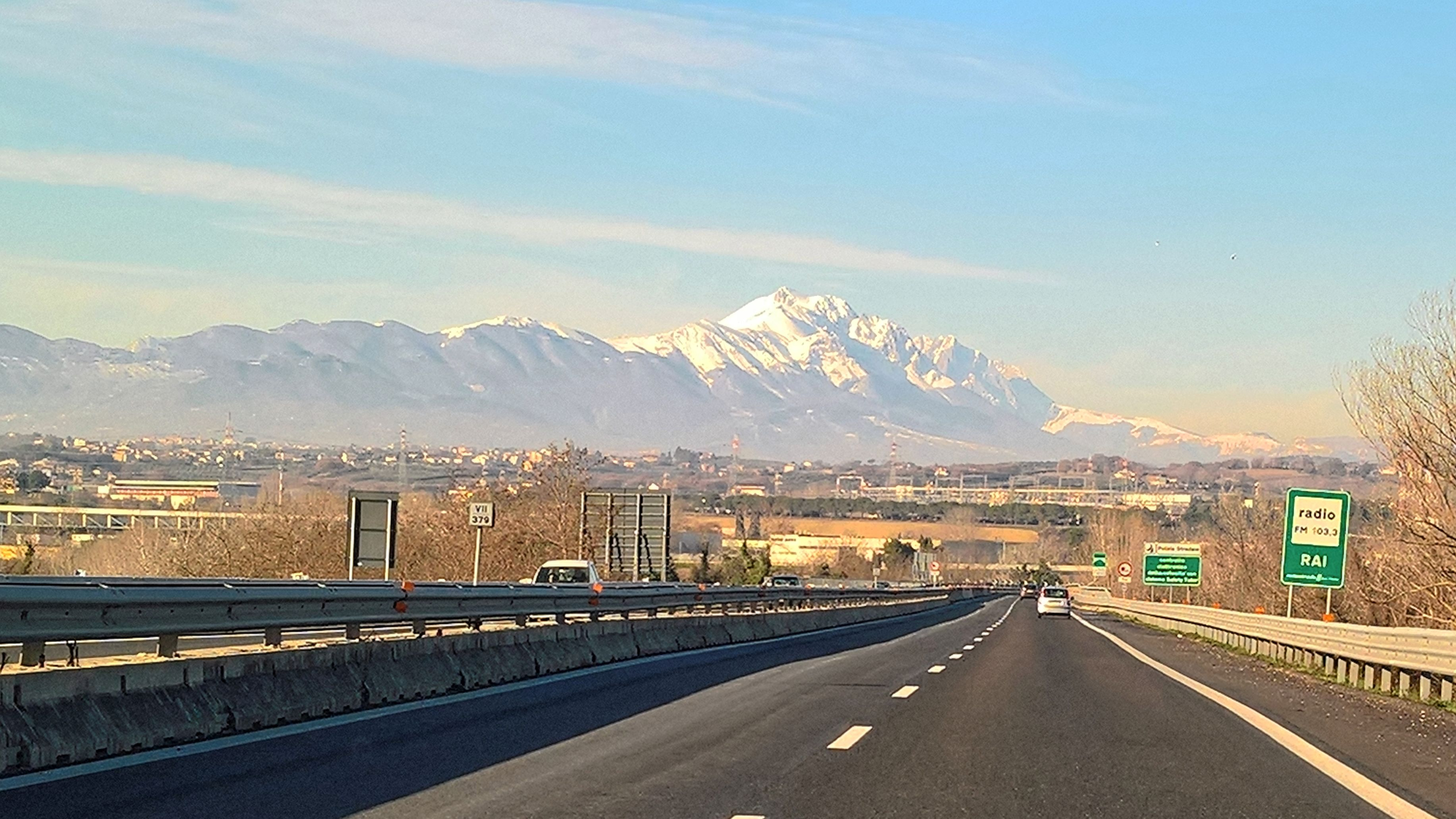
L'autostrada nei pressi di Pescara con lo sfondo del Gran Sasso d'Italia

| BOLOGNA-TARANTO Autostrada Adriatica | |       |       |      |                              |
| Tipo                                 | Indicazione | ↓km↓  | ↑km↑  | Area | Strada europea               |
|                                      | Milano | 0,0   | 743,4 | BO   | Simbolo dell'Autostrada E45  |
|                                      | Area di servizio "La Pioppa" | 2,3   | 741,1 | BO   | Simbolo dell'Autostrada E45  |
| Simbolo di uscita autostradale       | Bologna Borgo Panigale Ramo verde Aeroporto di Bologna-Borgo Panigale | 4,8   | 738,6 | BO   | Simbolo dell'Autostrada E45  |
|                                      | Ramo Casalecchio Bologna Casalecchio Tangenziale di Bologna Firenze | 8,5   | 734,9 | BO   | Simbolo dell'Autostrada E45  |
|                                      | Padova Bologna Arcoveggio | 14,3  | 729,1 | BO   | Simbolo dell'Autostrada E45  |
| Simbolo di uscita autostradale       | Bologna Fiera | 15,5  | 727,9 | BO   | Simbolo dell'Autostrada E45  |
| Simbolo di uscita autostradale       | Bologna San Lazzaro Tangenziale di Bologna | 22,2  | 721,2 | BO   | Simbolo dell'Autostrada E45  |
|                                      | Area di servizio "Sillaro" | 37,5  | 705,9 | BO   | Simbolo dell'Autostrada E45  |
| Simbolo di uscita autostradale       | Castel San Pietro Terme Terme di Castel San Pietro | 38,1  | 705,3 | BO   | Simbolo dell'Autostrada E45  |
| Simbolo di uscita autostradale       | Imola | 50,1  | 693,3 | BO   | Simbolo dell'Autostrada E45  |
|                                      | Ravenna Romea Venezia | 56,7  | 686,7 | RA   | Simbolo dell'Autostrada E45  |
|                                      | Area di servizio "Santerno" | 59,5  | 683,9 | RA   | Simbolo dell'Autostrada E45  |
| Simbolo di uscita autostradale       | Faenza | 64,5  | 678,9 | RA   | Simbolo dell'Autostrada E45  |
| Simbolo di uscita autostradale       | Forlì Polizia Stradale Castrocaro Terme | 81,6  | 661,8 | FC   | Simbolo dell'Autostrada E45  |
|                                      | Area di servizio "Bevano" | 89,5  | 653,9 | FC   | Simbolo dell'Autostrada E45  |
| Simbolo di uscita autostradale       | Cesena nord Tiberina Sansepolcro - Perugia - Terni Umbro-Laziale Orte - Viterbo - Roma | 93,6  | 649,8 | FC   | Simbolo dell'autostrada E55  |
| Simbolo di uscita autostradale       | Cesena | 99,7  | 643,7 | FC   | Simbolo dell'autostrada E55  |
| Simbolo di uscita autostradale       | Valle del Rubicone | 110,1 | 631,3 | FC   | Simbolo dell'autostrada E55  |
|                                      | Area di servizio "Rubicone" | 111,3 | 630,1 | FC   | Simbolo dell'autostrada E55  |
| Simbolo di uscita autostradale       | Rimini nord - Bellaria - Santarcangelo | 117,3 | 626,1 | RN   | Simbolo dell'autostrada E55  |
| Simbolo di uscita autostradale       | Rimini sud Aeroporto di Rimini-Miramare di San Marino - San Marino | 127,4 | 616,0 | RN   | Simbolo dell'autostrada E55  |
|                                      | Area di servizio "Montefeltro" | 133,5 | 609,9 | RN   | Simbolo dell'autostrada E55  |
| Simbolo di uscita autostradale       | Riccione | 135,4 | 608,0 | RN   | Simbolo dell'autostrada E55  |
| Simbolo di uscita autostradale       | Cattolica - San Giovanni in Marignano - Gabicce Mare | 143,9 | 599,5 | RN   | Simbolo dell'autostrada E55  |
| Simbolo di uscita autostradale       | Pesaro - Urbino | 155,9 | 587,5 | PU   | Simbolo dell'autostrada E55  |
|                                      | Area di servizio "Foglia" | 158,9 | 584,5 | PU   | Simbolo dell'autostrada E55  |
| Simbolo di uscita autostradale       | Fano Polizia Stradale di Bocca Trabaria Fossombrone - Sansepolcro - Arezzo | 173,3 | 570,1 | PU   | Simbolo dell'autostrada E55  |
| Simbolo di uscita autostradale       | Marotta - Mondolfo | 184,9 | 558,5 | PU   | Simbolo dell'autostrada E55  |
|                                      | Area di servizio "Metauro" | 186,2 | 557,2 | PU   | Simbolo dell'autostrada E55  |
| Simbolo di uscita autostradale       | Senigallia Spiaggia di Velluto | 194,5 | 548,9 | AN   | Simbolo dell'autostrada E55  |
| Simbolo di uscita autostradale       | Montemarciano | 207,9 | 535,5 | AN   | Simbolo dell'autostrada E55  |
|                                      | Area di servizio "Esino" | 208,7 | 534,7 | AN   | Simbolo dell'autostrada E55  |
| Simbolo di uscita autostradale       | Ancona nord - Jesi Aeroporto di Ancona-Falconara - Falconara Marittima della Val d'Esino - Grotte di Frasassi - Fabriano - Gubbio - Perugia Traghetti per Zara e Spalato (Croazia) - Patrasso (Grecia) | 213,5 | 529,9 | AN   | Simbolo dell'autostrada E55  |
| Simbolo di uscita autostradale       | Ancona sud - Osimo Castelfidardo Riviera del Conero | 230,4 | 513,0 | AN   | Simbolo dell'autostrada E55  |
|                                      | Area di servizio "Conero" | 239,0 | 504,4 | AN   | Simbolo dell'autostrada E55  |
| Simbolo di uscita autostradale       | Loreto - Porto Recanati Basilica della Santa Casa - Recanati | 245,5 | 497,9 | AN   | Simbolo dell'autostrada E55  |
| Simbolo di uscita autostradale       | Civitanova Marche - Macerata della Val di Chienti Tolentino - Foligno Flaminia Spoleto - Terni Centrale Umbra Assisi - Perugia - Valdichiana                                                           | 262,6 | 480,8 | MC   | Simbolo dell'autostrada E55  |
|                                      | Area di servizio "Chienti" | 263,9 | 479,5 | FM   | Simbolo dell'autostrada E55  |
| Simbolo di uscita autostradale       | Porto Sant'Elpidio | 270,8 | 472,6 | FM   | Simbolo dell'autostrada E55  |
| Simbolo di uscita autostradale       | Fermo - Porto San Giorgio Polizia Stradale | 280,0 | 463,4 | FM   | Simbolo dell'autostrada E55  |
|                                      | Area di parcheggio "Torre di Palme" | 282,0 | —     | FM   | Simbolo dell'autostrada E55  |
| Simbolo di uscita autostradale       | Pedaso | 288,0 | 455,4 | FM   | Simbolo dell'autostrada E55  |
|                                      | Area di servizio "Piceno" | 290,8 | 452,6 | FM   | Simbolo dell'autostrada E55  |
| Simbolo di uscita autostradale       | Grottammare Riviera delle Palme | 302,0 | 441,4 | AP   | Simbolo dell'autostrada E55  |
|                                      | Area di parcheggio "Terrazza sul mare" | —     | 439,5 | AP   | Simbolo dell'autostrada E55  |
| Simbolo di uscita autostradale       | San Benedetto del Tronto - Ascoli Piceno Salaria Rieti - Roma Parco nazionale dei Monti Sibillini - Norcia - Cascia - Spoleto                                                                          | 311,7 | 431,7 | AP   | Simbolo dell'autostrada E55  |
| Simbolo di uscita autostradale       | Val Vibrata Fortezza di Civitella del Tronto | 319,5 | 423,9 | TE   | Simbolo dell'autostrada E55  |
|                                      | Area di servizio "Tortoreto" | 323,6 | 419,8 | TE   | Simbolo dell'autostrada E55  |
| Simbolo di uscita autostradale       | Teramo - Giulianova - Mosciano Sant'Angelo Teramo L'Aquila - Roma | 334,4 | 409,0 | TE   | Simbolo dell'autostrada E55  |
|                                      | Area di servizio "Vomano" | 340,3 | 403,1 | TE   | Simbolo dell'autostrada E55  |
| Simbolo di uscita autostradale       | Roseto Parco nazionale del Gran Sasso e Monti della Laga - Castelli | 344,0 | 399,4 | TE   | Simbolo dell'autostrada E55  |
| Simbolo di uscita autostradale       | Atri - Pineto | 351,8 | 391,6 | TE   | Simbolo dell'autostrada E55  |
|                                      | Area di parcheggio "Fonte Antica" | 357,2 | 386,2 | TE   | Simbolo dell'autostrada E55  |
|                                      | Area di servizio "Torre Cerrano" | 363,1 | 380,3 | TE   | Simbolo dell'autostrada E55  |
| Simbolo di uscita autostradale       | Pescara nord - Città Sant'Angelo Direzione 7° Tronco Autostrade per l'Italia Polizia Stradale Montesilvano                                                                                             | 364,5 | 378,9 | PE   | Simbolo dell'autostrada E55  |
|                                      | Sulmona - Avezzano L'Aquila - Roma | 378,0 | 364,4 | PE   | Simbolo dell'autostrada E55  |
| Simbolo di uscita autostradale       | Pescara ovest - Chieti Via Tiburtina Valeria Sulmona Chieti scalo - Pescara centro Aeroporto di Pescara Traghetti per Spalato e Lesina (Croazia)                                                       | 380,0 | 362,4 | CH   | Simbolo dell'autostrada E55  |
|                                      | Area di parcheggio "Le Sirene" | 388,9 | 354,5 | CH   | Simbolo dell'autostrada E55  |
| Simbolo di uscita autostradale       | Pescara sud - Francavilla al Mare Parco nazionale della Maiella | 392,6 | 350,8 | CH   | Simbolo dell'autostrada E55  |
|                                      | Area di servizio "Alento" | 393,9 | 349,5 | CH   | Simbolo dell'autostrada E55  |
| Simbolo di uscita autostradale       | Ortona | 404,6 | 338,8 | CH   | Simbolo dell'autostrada E55  |
| Simbolo di uscita autostradale       | Lanciano Costa dei Trabocchi | 413,8 | 329,6 | CH   | Simbolo dell'autostrada E55  |
| Simbolo di uscita autostradale       | Val di Sangro di Fondovalle del Sangro Casoli - Castel di Sangro - Agnone Impianti sciistici di Roccaraso                                                                                              | 422,0 | 321,4 | CH   | Simbolo dell'autostrada E55  |
|                                      | Area di servizio "Sangro" | 428,8 | 314,6 | CH   | Simbolo dell'autostrada E55  |
| Simbolo di uscita autostradale       | Casalbordino - Vasto nord | 437,3 | 306,1 | CH   | Simbolo dell'autostrada E55  |
|                                      | Area di parcheggio "San Lorenzo" | 441,8 | 301,6 | CH   | Simbolo dell'autostrada E55  |
| Simbolo di uscita autostradale       | Montenero di Bisaccia - Vasto sud - San Salvo Polizia Stradale Istonia Cupello - Castiglione Messer Marino - Agnone di Fondovalle del Trigno Trivento - Isernia                                        | 454,6 | 288,8 | CH   | Simbolo dell'autostrada E55  |
|                                      | Area di servizio "Trigno" | 458,6 | 284,8 | CB   | Simbolo dell'autostrada E55  |
|                                      | Area di servizio "Riovivo" | —     | 269,8 | CB   | Simbolo dell'autostrada E55  |
| Simbolo di uscita autostradale       | Termoli di Fondovalle del Biferno Larino - Campobasso - Campomarino - Guglionesi Traghetti per le Isole Tremiti                                                                                        | 477,0 | 266,4 | CB   | Simbolo dell'autostrada E55  |
|                                      | Area di servizio "Torre Fantine" | 493,5 | 249,9 | FG   | Simbolo dell'autostrada E55  |
| Simbolo di uscita autostradale       | Poggio Imperiale Lesina Laghi di Lesina e Varano Parco Nazionale del Gargano Peschici | 507,0 | 236,4 | FG   | Simbolo dell'autostrada E55  |
|                                      | Area di servizio "San Trifone" | 517,5 | —     | FG   | Simbolo dell'autostrada E55  |
| Simbolo di uscita autostradale       | San Severo di San Giovanni Rotondo San Giovanni Rotondo - Monte Sant'Angelo | 528,6 | 214,8 | FG   | Simbolo dell'autostrada E55  |
|                                      | Area di servizio "Gargano" | 542,2 | 201,2 | FG   | Simbolo dell'autostrada E55  |
| Simbolo di uscita autostradale       | Foggia Polizia Stradale dell'Appennino Abruzzese Lucera - Campobasso Garganica Manfredonia - Vieste delle Puglie Ariano Irpino Bradanica Candela - Melfi                                               | 554,1 | 189,3 | FG   | Simbolo dell'autostrada E55  |
|                                      | Area di servizio "Daunia" | —     | —     | FG   | Simbolo dell'autostrada E55  |
| Simbolo di uscita autostradale       | Foggia Zona Industriale | 564,8 | 178,6 | FG   | Simbolo dell'autostrada E55  |
|                                      | Area di servizio "Le Saline" | 587,3 | 156,1 | FG   | Simbolo dell'autostrada E55  |
| Simbolo di uscita autostradale       | Cerignola est | 589,2 | 154,2 | FG   | Simbolo dell'autostrada E55  |
|                                      | Napoli - Benevento - Avellino - Caserta - Roma | 602,7 | 140,7 | FG   | Simbolo dell'autostrada E55  |
| Simbolo di uscita autostradale       | Canosa Canne | 610,5 | 132,9 | BT   | Simbolo dell'autostrada E55  |
|                                      | Area di parcheggio "Monterotondo" | 617,2 | 126,2 | BT   | Simbolo dell'autostrada E55  |
|                                      | Area di servizio "Canne della Battaglia" | 620,4 | 123,0 | BT   | Simbolo dell'autostrada E55  |
| Simbolo di uscita autostradale       | Andria - Barletta Traghetti per Durazzo (Albania) Castel del Monte | 626,9 | 116,5 | BT   | Simbolo dell'autostrada E55  |
| Simbolo di uscita autostradale       | Trani Polizia Stradale ex di Altamura Corato - Gravina - Altamura di Matera - Matera | 638,1 | 105,3 | BT   | Simbolo dell'autostrada E55  |
|                                      | Area di servizio "Dolmen di Bisceglie" | 644,4 | 99,0  | BT   | Simbolo dell'autostrada E55  |
| Simbolo di uscita autostradale       | Molfetta Terlizzi Ruvo di Puglia Adriatica-Bisceglie | 652,4 | 91,0  | BA   | Simbolo dell'autostrada E55  |
| Simbolo di uscita autostradale       | Bitonto Aeroporto di Bari-Palese | 663,0 | 80,4  | BA   | Simbolo dell'autostrada E55  |
|                                      | Area di servizio "Murge" | 671,4 | 72,0  | BA   | Simbolo dell'autostrada E55  |
| Simbolo di uscita autostradale       | Bari nord Raccordo - Tangenziale di Bari Adriatica Brindisi - Lecce - Otranto Barese Gravina - Altamura di Matera Matera Traghetti per Ragusa di Dalmazia (Croazia), Igoumenitsa e Patrasso (Grecia)   | 672,2 | 71,2  | BA   | Simbolo dell'autostrada E55  |
| Simbolo di uscita autostradale       | Bari sud Direzione 8° Tronco Autostrade per l'Italia Polizia Stradale Stadio San Nicola | 677,8 | 65,6  | BA   | Simbolo dell'autostrada E843 |
|                                      | Area di parcheggio "Virgilio" | 689,9 | 53,5  | BA   | Simbolo dell'autostrada E843 |
| Simbolo di uscita autostradale       | Acquaviva delle Fonti | 698,4 | 45,0  | BA   | Simbolo dell'autostrada E843 |
|                                      | Area di servizio "Le Fonti" | 698,5 | 44,9  | BA   | Simbolo dell'autostrada E843 |
|                                      | Area di parcheggio "Le Masserie" | —     | 42,0  | BA   | Simbolo dell'autostrada E843 |
| Simbolo di uscita autostradale       | Gioia del Colle Aeroporto di Gioia del Colle Alberobello - Valle d'Itria | 709,6 | 33,6  | BA   | Simbolo dell'autostrada E843 |
|                                      | Area di parcheggio "Le Grotte" | 723,4 | 20,0  | TA   | Simbolo dell'autostrada E843 |
| Simbolo di uscita autostradale       | Mottola - Castellaneta | 723,9 | 19,5  | TA   | Simbolo dell'autostrada E843 |
|                                      | Area di parcheggio "La Pineta" | 732,2 | 11,2  | TA   | Simbolo dell'autostrada E843 |
|                                      | Barriera Taranto nord Polizia Stradale | 735,2 | 8,2   | TA   | Simbolo dell'autostrada E843 |
| Simbolo di uscita autostradale       | Palagianello Via Appia Matera - Taranto Jonica Sibari - Catanzaro - Reggio Calabria | 736,4 | 7,0   | TA   | Simbolo dell'autostrada E843 |
|                                      | Taranto nord Allacciamento con la Via Appia per Massafra - Taranto - Brindisi - Lecce di Gioia del Colle Mottola - Gioia del Colle - Bari Jonica Metaponto - Sibari - Reggio Calabria                  | 743,4 | 0,0   | TA   | Simbolo dell'autostrada E843 |

## Ramo Casalecchio
Il ramo Casalecchio dell'A14 è un breve tratto autostradale che unisce l'A14 nelle vicinanze dell'Aeroporto di Bologna e l'A1 nei pressi di Casalecchio di Reno, il cui scopo principale è consentire ai viaggiatori provenienti dall'A13 e dall'A14 di dirigersi verso Firenze, dal momento che l'interconnessione con l'A1 situata più a nord è stata chiusa già da molti anni al traffico in direzione sud. È costituita da due corsie per senso di marcia ed è affiancata ai lati dalla tangenziale di Bologna. A sud è totalmente interlacciata con la A1, dato che la presenza dello svincolo di Bologna Casalecchio rende utile il movimento degli automobilisti da e verso Milano in riferimento al centro storico del capoluogo emiliano. A nord invece, il percorso è funzionale solo da e verso Ancona, dato che la direttrice verso Borgo Panigale è già servita dalla tangenziale complanare.
Il 6 agosto 2018 il raccordo è stato teatro di un gravissimo incidente automobilistico: un'autocisterna contenente GPL tamponò un furgone provocando un incendio e due distinte esplosioni che causarono il crollo del ponte: il bilancio finale fu di 2 morti e 145 feriti.
| Ramo Casalecchio               |                                                                                        |      |      |                     |
| Tipo                           | Indicazione                                                                            | ↓km↓ | ↑km↑ | Città metropolitana |
|                                | Milano - Firenze                                                                       | 0,0  | 5,5  | BO                  |
| Simbolo di uscita autostradale | Bologna Casalecchio Tangenziale di Bologna Direzione 3° Tronco Autostrade per l'Italia | 1,0  | 4,5  | BO                  |
|                                | Ancona Padova                                                                          | 5,5  | 0,0  | BO                  |

## A14 diramazione Ravenna
L'A14 dir (D14 nella numerazione interna ad Autostrade per l'Italia) congiunge Ravenna con l'autostrada A14. Ha origine tra le uscite di Imola e Faenza dell'A14, nei pressi di Solarolo e di Castel Bolognese e ha termine immediatamente a nord di Ravenna, dove prosegue come SS 309 dir. È gestita interamente da Autostrade per l'Italia.
Il decreto legislativo del 29 ottobre 1999 n. 461 ha classificato questa diramazione come A14 dir, tuttavia nei pannelli integrativi di identificazione dei cavalcavia è indicata come A14. In altri segnali è invece presente il simbolo A14 dir.

### Storia
Il raccordo autostradale, lungo 27 km e comprendente la stazione intermedia di Lugo-Cotignola, venne aperto al traffico il 28 luglio 1972.
Quando fu aperta, nel 1972, era interamente a pagamento. Il casello di Ravenna era posto in corrispondenza della frazione San Michele (al km 24). Nel 1992 fu deciso di liberalizzare il tratto fino a Lugo-Cotignola. Nel 2005 la decisione entrò in vigore: il casello di San Michele fu smantellato e la barriera intermedia di Lugo-Cotignola divenne il nuovo accesso al raccordo per le provenienze dalla viabilità ordinaria.

La nuova barriera autostradale fu realizzata alcuni km a monte dell'ex casello di Lugo-Cotignola, nella frazione Budrio. 
Sempre in occasione dei recenti lavori di riqualificazione è stato aperto un nuovo svincolo in prossimità dell'abitato di Bagnacavallo.

### Percorso
| Diramazione Ravenna            |                               |      |      |           |                |
| Tipo                           | Indicazione                   | ↓km↓ | ↑km↑ | Provincia | Strada europea |
|                                | Bologna - Taranto             | 0,0  | 29,8 | RA        |                |
|                                | Barriera Ravenna              | 9,3  | 20,5 | RA        |                |
| Simbolo di uscita autostradale | Cotignola                     | 9,8  | 20,0 | RA        |                |
| Simbolo di uscita autostradale | Lugo                          | 9,9  | 19,8 | RA        |                |
| Simbolo di uscita autostradale | Bagnacavallo                  | 13,9 | 15,9 | RA        |                |
|                                | Area di servizio "S. Eufemia" | 19,9 | 9,9  | RA        |                |
| Simbolo di uscita autostradale | Fornace Zarattini San Vitale  | 26,5 | 3,3  | RA        |                |
|                                | Adriatica Ravenna - Alfonsine | 29,8 | 0,0  | RA        |                |
|                                | dir Romea Porto di Ravenna    |      |      | RA        |                |

## Raccordo A14-Tangenziale di Bari
Il raccordo A14-tangenziale di Bari, conosciuto anche Complanare sud di Bari, è un breve tratto autostradale senza pedaggio che collega l'uscita di Bari nord dell'A14 con l'uscita 8 della SS 16 tangenziale di Bari. Il raccordo, che per la parte iniziale è complanare all'autostrada, costituiva il tratto terminale dell'A14 (e prima ancora della A17) quando essa non era ancora stata prolungata fino a Taranto. Nella segnaletica stradale è sempre indicato come A14, ed anche nella progressiva chilometrica viene calcolata la distanza per Bologna e non in maniera indipendente dall'asse principale. Tuttavia, per distinguerlo dall'asse autostradale principale, gli è stata assegnata anche la numerazione interna D94.
Venne aperto al traffico il 25 novembre 1968.
| RACCORDO A14-TANGENZIALE DI BARI |                                                                               |      |      |                     |                             |
| Tipo                             | Indicazione                                                                   | ↓km↓ | ↑km↑ | Città metropolitana | Strada europea              |
|                                  | Bologna Napoli                                                                | 0,0  | 4,6  | BA                  | Simbolo dell'autostrada E55 |
|                                  | Stazione di Bari nord                                                         |      |      | BA                  | Simbolo dell'autostrada E55 |
| Simbolo di uscita autostradale   | Bari zona industriale Barese - Altamura, Gravina, Potenza di Matera - Matera  |      |      | BA                  | Simbolo dell'autostrada E55 |
| Simbolo di uscita autostradale   | Modugno                                                                       |      |      | BA                  | Simbolo dell'autostrada E55 |
|                                  | Tangenziale di Bari Adriatica - Brindisi - Lecce - Foggia - Taranto - Taranto | 4,6  | 0,0  | BA                  | Simbolo dell'autostrada E55 |

## Obblighi
Dall'inizio dell'autostrada presso la A1 (km 0) fino allo svincolo di Poggio Imperiale (km 507), sull'intera A14dir Diramazione Ravenna e sull'intero Ramo Casalecchio sono obbligatorie le dotazioni invernali dal 15 novembre al 15 aprile.

## Lavori e progetti di ampliamento
Il potenziamento dell'Autostrada A14 nelle sue tratte emiliano-romagnola e marchigiana è stato reso necessario da una critica domanda di mobilità che ha fonte nella rilevanza turistica delle riviere che interessa.
Sono in fase autorizzativa il passante di mezzo di Bologna, che prevede l'aggiunta della corsia d'emergenza al tratto autostradale e l'allargamento della tangenziale a tre corsie di marcia più corsia di emergenza (quattro nel tratto più trafficato), e i lavori che prevedono la realizzazione della Complanare Nord fra Ponte Rizzoli e l'inizio della tangenziale di Bologna presso San Lazzaro di Savena, il nuovo casello di sola entrata (direzione sud) e di sola uscita (direzione nord) di Ponte Rizzoli, all'altezza del km 29 tra Bologna San Lazzaro e Castel San Pietro Terme.
È in corso, invece, la realizzazione della quarta corsia in entrambi i sensi di marcia fra tale svincolo e l'inizio della diramazione per Ravenna tra Imola e Faenza.
Sono terminati nel 2016 i lavori per l'ampliamento della sede stradale da due a tre corsie più corsia di emergenza per senso di marcia nei 154,7 km tra Rimini nord e Porto Sant'Elpidio, con una spesa di 2,44 miliardi di euro. L'allargamento è stato eseguito quasi interamente in sede, ad eccezione di alcuni tratti di limitata estensione in variante; questa tratta è caratterizzata anche dalla presenza di alcune gallerie, per le quali si è proceduto all'adeguamento secondo diverse modalità: costruzione di due nuove canne in variante (gallerie Boncio e Case Bruciate); costruzione di una nuova canna in variante ed ampliamento di una delle due canne esistenti (gallerie Novilara, Cavallo e Sappanico); costruzione di una variante provvisoria ed ampliamento in sede della galleria esistente (galleria Scacciano) e ampliamento in sede delle canne esistenti (gallerie Montedomini e Corva). Da sottolineare in particolare l'adeguamento della galleria Montedomini, situata tra gli svincoli di Ancona Nord e Ancona Sud, per la quale è stata impiegata una modalità di ampliamento senza interruzione del traffico veicolare (questa tipologia di intervento era già stata adottata per allargare la galleria Nazzano nell'autostrada A1). I lavori in questa tratta hanno comportato anche l'apertura dei nuovi svincoli di Montemarciano e Porto Sant'Elpidio, lo spostamento del casello di Senigallia, la riqualificazione della viabilità esistente mediante realizzazione di circa 36 km di bretelle di collegamento agli svincoli autostradali e varie opere secondarie. 
Il 20 dicembre 2017 è stato inaugurato il nuovo svincolo Foggia zona industriale.
È in definizione il progetto di costruzione di un raccordo tra Taranto e l'autostrada aggirando il centro abitato di Massafra collegandola con la Taranto-Reggio Calabria (SS 106 Jonica) tramite la SS 106 dir., agevolando quindi i transiti sia per chi è diretto verso la città, evitando il traffico che congestiona l'abitato e di chi è diretto verso la Basilicata, Calabria e la A2 del Mediterraneo.